# Notophthiracarus zululandensis
Notophthiracarus zululandensis är en kvalsterart som beskrevs av Wojciech Niedbała 2006. Notophthiracarus zululandensis ingår i släktet Notophthiracarus och familjen Phthiracaridae. Inga underarter finns listade i Catalogue of Life.